# ریورساید (نوادا)
ریورساید (به انگلیسی: Riverside) یک منطقهٔ مسکونی در ایالات متحده آمریکا است که در شهرستان کلارک، نوادا واقع شده‌است.